# José Jovêncio Balestieri
José Jovêncio Balestieri (ur. 18 maja 1939 w Massaranduba, zm. 2 kwietnia 2023 w Blumenau) – brazylijski duchowny rzymskokatolicki, w latach 2000-2008 biskup Rio do Sul.

## Życiorys
Święcenia kapłańskie przyjął 29 czerwca 1968. 6 marca 1991 został prekonizowany biskupem Humaitá. Sakrę biskupią otrzymał 19 maja 1991. 29 lipca 1998 został mianowany koadiutorem diecezji Rio do Sul, a 30 sierpnia 2000 objął urząd ordynariusza. 19 marca 2008 zrezygnował z urzędu.